# Генеральне консульство Республіки Польща в Севастополі
Генеральне консульство Республіки Польща в Севастополі (пол. Konsulat Generalny Rzeczypospolitej Polskiej w Sewastopolu) — дипломатична місія Польщі в Севастополі, що діяла у 2009-2014 роках.
Консульство було створено у 2009 році. Однак через п'ять років, у зв'язку з російською агресією в Криму, 8 березня 2014 року консульство призупинило свою роботу, а 30 вересня 2014 року його було ліквідовано. Консульський округ (Автономна Республіка Крим) був включений до компетенції Генерального консульства в Одесі.
Вєслав Мазур був єдиним генеральним консулом установи.